# 절연 게이트 양극성 트랜지스터

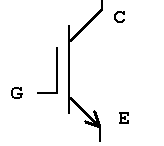
기호

절연 게이트 양극성 트랜지스터(insulated-gate bipolar transistor, IGBT)는 금속 산화막 반도체 전계효과 트랜지스터 (MOSFET)을 게이트부에 짜 넣은 접합형 트랜지스터이다. 게이트-이미터간의 전압이 구동되어 입력 신호에 의해서 온/오프가 생기는 자기소호형이므로, 대전력의 고속 스위칭이 가능한 반도체 소자이다.

## 구조

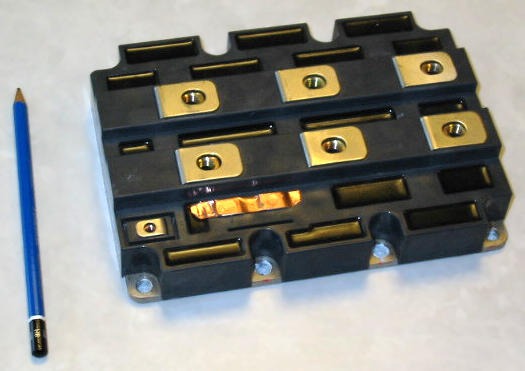
미쓰비시제 IGBT모듈

플래너 게이트형 IGBT의 단면구조

N채널 종형 MOSFET의 드레인 측에 P 콜렉터를 추가한 구조이다. P 콜렉터로부터의 정공(正孔, hole)의 주입에 의해, N 베이스층의 도전율 변조(導電率変調)가 일어나 저항이 저하한다. 때문에, MOSFET과 비교하면 고전압용에 적합하다. 한편, 주입한 캐리어의 소멸에 시간이 걸리기 때문에 턴오프 시간이 길어진다.

### 펀치스루(Punch Through)형
1980년대부터 제조되고 있는 것이다. 오프시에 공핍층(空乏層, depletion layer)이 콜렉터측에 접촉하고 있는 것이며, 에피텍셜 웨이퍼를 사용해 콜렉터측으로부터 캐리어를 고농도로 주입하여 라이프타임 컨트롤을 실시하는 설계이다.
특징은 다음과 같다.
- 에피텍셜 웨이퍼를 사용하기 때문에 가격이 비싸다.
- 라이프타임 컨트롤 때문에, 고온에서 스위칭 손실이 증가한다.
- 고온으로 On 전압이 저하(전기저항이 저하)하여, 병렬 사용시에 특정 소자에 전류가 집중되어 파손 원인이 되기도 한다.
- 최근에는 웨이퍼의 두께를 얇게 하여 콜렉터측의 주입을 억제하는 것을 통해 상기의 결점을 극복한 것이 개발되어 있다.

### 논 펀치스루(Non Punch Through)형
웨이퍼 가공기술의 진보에 의해 1990년대 중순부터 제조되고 있는 것이다. Off 시에 공지층이 콜렉터측에 접촉하지 않는 것으로, 플로팅 존(Floating Zone)웨이퍼를 사용하여 콜렉터측의 캐리어 주입 농도를 낮춰 효율을 높이고 있다.
특징은 다음과 같다.
- 플로팅 존 웨이퍼를 사용하기 때문에 가격이 저렴하고, 결정(結晶)결함이 적어 신뢰성이 높다.
- 고온에서 On 전압이 상승(전기저항이 상승)하여, 전류 분포가 균일하게 되므로 병렬 사용에 유리하다.
- 2000년대부터, 트렌치 게이트 구조나 콜렉터측에 필드스톱층을 형성한, 보다 On 전압이 낮고 스위칭 손실도 적은 것도 제조되고 있다.

## 역저지(逆沮止) IGBT
결정 결함 밀도가 높은 다이싱 측면에서의 캐리어 발생을 억제하는 것을 통해 역내압(逆耐壓)특성을 갖게 한 것이다.
쌍방향 스위칭을 구성할 경우, 역내압을 갖게 하기 위한 다이오드가 불필요해진다. 소자 수의 저감에 의해 저비용화와 소형화·경량화가 가능해진다. 또, On 전압의 반감을 기대할 수 있다. 교-교 직접 변환용 소자로서 2004년 현재 개발중이다.
- 메사형
- 분리 저지형

## 용도
- 대전력 인버터의 주변환 소자
  - 무정전 전원 장치
  - 교류전동기의 가변전압 가변주파수 제어(철도차량용 등)
  - 하이브리드 카
  - 유도가열

## 주요 실적
- 신칸센 700계 전동차 (도카이여객철도, 서일본여객철도 소속)
- 신칸센 800계 전동차 (큐슈여객철도 소속)
- 신칸센 N700계 전동차 (도카이여객철도, 서일본여객철도, 큐슈여객철도 소속)
- 신칸센 N700S계 전동차 (도카이여객철도, 서일본여객철도, 큐슈여객철도 소속)
- 한국철도공사 311000호대 전동차 (1호선용)
- 한국철도공사 3000호대 전동차 (3호선용)
- 한국철도공사 331000호대 전동차(경의·중앙선용)
- 한국철도공사 341000호대 전동차 (4호선용)
- 한국철도공사 351000호대 전동차 (수인·분당선용)
- 한국철도공사 361000호대 전동차 (경춘선 광역전철용 전동차)
- 한국철도공사 371000호대 전동차 (경강선 광역전철용 전동차)
- 한국철도공사 381000호대 전동차 (동해선 광역전철용 전동차)
- 한국철도공사 391000호대 전동차 (수도권 전철 서해선용 전동차)
- 한국철도공사 392000호대 전동차 (대구권 광역전철용 전동차)
- 부산교통공사 1000호대 전동차 (초창기 노후차량용 대차 및 교체분)
- 서울교통공사 2000호대 VVVF 전동차 (노후차량용 대차 및 교체분)
- 서울교통공사 3000호대 VVVF 전동차 (노후차량용 대차 및 교체분)
- 서울교통공사 4000호대 VVVF 전동차 (노후차량용 대차 및 교체분)
- 서울교통공사 5000호대 전동차 (초창기 노후차량용 대차 및 교체분)
- 서울교통공사 7000호대 전동차 (초창기 노후차량용 대차 및 교체분)
- 서울교통공사 8000호대 전동차
- SG레일 A000호대 전동차 (GTX-A용)

## 같이 보기
- 사이리스터 - SCR
- 게이트 턴 오프 사이리스터 - GTO
- 통합 게이트 정류 사이리스터 - IGCT
- 금속 산화막 반도체 전계효과 트랜지스터 - MOSFET
- 전력 반도체 소자
- 전력 전자공학